# Nowi Werbky
Nowi Werbky (ukr. Нові Вербки) – wieś na Ukrainie, w obwodzie dniepropetrowskim, w rejonie pawłohradzkim, w hromadzie Werbky. W 2001 liczyła 441 mieszkańców.